# Peccin
Peccin é uma empresa brasileira que fabrica chicletes, balas e chocolates. É a 5° quinta maior fabricante no segmento de frutas cristalizadas, balas e semelhantes do Brasil. Criou a marca de chocolates Trento, que viralizou nas redes sociais por apresentar, na opinião dos internautas, qualidade superior em relação aos doces produzidos por empresas concorrentes.

## História
Em 1956, os irmãos Pezzin fundaram a Peccin.
Hoje a Peccin possui um parque industrial de 23.000m² e tem uma das maiores capacidades de produção do segmento no Brasil.
Possui certificações como a BRC, para garantir produtos seguros e com controle de qualidade, no mercado brasileiro, e para mais de 50 países.
A empresa participa anualmente de quatro feiras internacionais: ISM e ANUGA (Alemanha), SIAL (França) e Sweet Brasil (que acontece em várias cidades brasileiras).

## Marcas
A Peccin é detentora de marcas como: Trento, Tribala, Blong e Frutomila.